# (10136) Gauguin
(10136) Gauguin est un astéroïde de la ceinture principale.

## Description
(10136) Gauguin est un astéroïde de la ceinture principale. Il fut découvert par Eric Walter Elst le 20 juillet 1993 à l'ESO. Il présente une orbite caractérisée par un demi-grand axe de 2,23 UA, une excentricité de 0,108 et une inclinaison de 6,4° par rapport à l'écliptique.
Il fut nommé en hommage à Paul Gauguin (1848-1903), peintre français post-impressionniste.

## Compléments